# 京都修学社
京都修学社（きょうとしゅうがくしゃ）は、京都市の出版社である。
山口書店の代表取締役社長を務めた三宮庄二（1936-2018）が1994年に創業し、死去ともに廃業。主に英文学書を出版する。
現在、同じ京都市の宮帯出版社が発売元となって全国の書店に流通させている。

## 主要出版物
- シャーロット・ブロンテ著・田中晏男訳『ジェーン・エア』 （ブロンテ姉妹集）
- サー・ウォルター・スコット著・大榎茂行・岡村久子・直野裕子・藤本隆康他訳『ミドロージャンの心臓』